# Слободан Стефановић
Слободан Стефановић (Нови Сад, 21. август 1977) српски је глумац.

## Биографија
Завршио је Карловачку гимназију, након чега је дипломирао глуму на Академији уметности у Новом Саду, у класи професорке Виде Огњеновић. С њим су студирали Нада Шаргин, Маја Носовић, Сена Ђоровић, Иван Босиљчић, Јелена Јовановић, Јелена Хелц, Милена Сијерковић, Игор Ђорђевић, Душан Јовић, Ненад Радовић и Немања Ранковић. Каријеру је започео у Српском народном позоришту у Новом Саду. Првак је Позоришта на Теразијама. Доказао се и као телевизијски и филмски глумац. Течно говори енглески и немачки језик. Од 2017. води ауторску кулинарску емисију Mr. Kitchen. Ради синхронизације цртаних и играних филмова и серија.

## Каријера

### Позориште
Стефановић је прву позоришну улогу добио током студија, у обновљеној поставци комада Светислав и Милева на сцени Српског народног позоришта. У Позоришту младих је са својом класом играо представу Берлински круг кредом, а дипломирао је премијером представе Виза у Београдском драмском позоришту. У београдском Народном позоришту Вида Огњеновић је режирала представу Милева Ајнштајн где је Стефановић такође био ангажован, а затим је постао члан ансамбла Позоришта на Теразијама. Ту је потом остварио више премијера у наредним годинама, а играо је и у Југословенском драмском и Позоришту „Пуж”. Добитник је више награда за представе на позорници матичне куће, а за улогу Манулаћа у представи Зона Замфирова уручена му је Награда Зоран Радмиловић. Од 2013. је у статусу првака.

### Филм и телевизија
После кратких филмова Кад бих ти рекао и Слободно место, Стефановић је прву филмску улогу остварио у филму Она воли Звезду из 2001. године. Запаженију телезијску улогу остварио је у серији Стижу долари. Ту је тумачио лик Бојка, телохранитеља Лаке Јовановића — Гуштера (Данило Лазовић). Касније се појављивао у серијама Љубав, навика, паника, Љубав и мржња, Куку, Васа, Бела лађа, Дама без блама, Звездара, те филму Војна академија 2 и неколико епизода друге сезоне серије. Затим је играо у филму Мамула односно кратком хорору Гнев мртвих. У серији Заборављени умови Србије тумачио је лик Ивана Мештровића. Уз епизоде у пројектима Андрија и Анђелка, Синђелићи и Истине и лажи, појавио се у серији Синише Павића Јунаци нашег доба. Његов лик Денис Џуверовић — Џода уведен је у трећој сезони теленовеле Игра судбине. Једна од улога припала му је и у серији Закопане тајне.

## Улоге

### Позоришне представе
| Наслов                 | Улога                        | Редитељ              | Позориште                       | Премијера          |
| ---------------------- | ---------------------------- | -------------------- | ------------------------------- | ------------------ |
| Светислав и Милева     | Светислав                    | Воја Солдатовић      | Српско народно позориште        | 1999 / 2000.       |
| Берлински круг кредом  | Американац                   | Вида Огњеновић       | Позориште младих                | 15. мај 2000.      |
| Јубилеј                | Млади глумац                 | Михаило Вукобратовић | Позориште на Теразијама         | 23. децембар 2000. |
| Виза                   | Горан                        | Вида Огњеновић       | Београдско драмско позориште    | 15. јун 2001.      |
| Милева Ајнштајн        | Ерат                         | Вида Огњеновић       | Народно позориште у Београду    | 30. октобар 2001.  |
| Бриљантин              | Роџер                        | Михаило Вукобратовић | Позориште на Теразијама         | 7. децембар 2001.  |
| Пољуби ме, Кејт        | Други гангстер               | Димитрије Јовановић  | Позориште на Теразијама         | 23. децембар 2002. |
| Поп Ћира и поп Спира   | Учитељ                       | Југ Радивојевић      | Позориште на Теразијама         | 10. октобар 2003.  |
| Незвани гост           | Фикси                        | Вида Огњеновић       | Народно позориште у Београду    | 23. октобар 2003.  |
| A Chorus Line          | Грег                         | Михаило Вукобратовић | Позориште на Теразијама         | 26. октобар 2005.  |
| Хероји                 | Михајло                      | Славенко Салетовић   | Позориште на Теразијама         | 18. мај 2006.      |
| Живот Јевремов         | Миле (др Васић)              | Стефан Саблић        | Позориште на Теразијама         | 22. јун 2006.      |
| Свадба у купатилу      | Господичић Јосиф Аристотелес | Саша Габрић          | Позориште на Теразијама         | 26. април 2007.    |
| Дон Крсто              | Луиђи, Селеук                | Вида Огњеновић       | Југословенско драмско позориште | 1. август 2007.    |
| Кабаре                 | Церемонијал мајстор          | Чет Вокер            | Позориште на Теразијама         | 18. децембар 2007. |
| Прича из вилинске шуме | Лажоле (Брболе)              | Ана Здравковић       | Позориште „Пуж”                 | 14. новембар 2008. |
| Бриљантин              | Винс Фонтејн, Анђео          | Михаило Вукобратовић | Позориште на Теразијама         | 18. април 2009.    |
| На слово, на слово     | Лаф                          | Даријан Михајловић   | Позориште на Теразијама         | 17. април 2010.    |
| Продуценти             | Леополд Лео Блум             | Југ Радивојевић      | Позориште на Теразијама         | 26. фебруар 2011.  |
| Грк Зорба              | Џејсон                       | Михаило Вукобратовић | Позориште на Теразијама         | 29. јул 2011.      |
| Под сјајем звезда      |                              | Михаило Вукобратовић | Позориште на Теразијама         | 27. децембар 2011. |
| Зона Замфирова         | Манулаћ                      | Кокан Младеновић     | Позориште на Теразијама         | 9. новембар 2012.  |
| Mamma Mia!             | Сем                          | Југ Радивојевић      | Позориште на Теразијама         | 27. март 2015.     |
| Фантом из Опере        | Фантом                       | Југ Радивојевић      | Позориште на Теразијама         | 7. октобар 2017.   |

### Филмографија
|                   | 1990▼ | 2000▼ | 2010▼ | 2020▼ | Укупно |
| ----------------- | ----- | ----- | ----- | ----- | ------ |
| Дугометражни филм | 0     | 1     | 3     | 0     | 4      |
| ТВ филм           | 0     | 0     | 0     | 0     | 0      |
| ТВ серија         | 0     | 4     | 10    | 5     | 19     |
| Кратки филм       | 1     | 1     | 1     | 0     | 3      |
| Укупно            | 1     | 6     | 14    | 5     | 26     |

| Год.       | Назив                                  | Улога                                  |
| ---------- | -------------------------------------- | -------------------------------------- |
| 1990-е▲    |                                        |                                        |
| 1999.      | Кад бих ти рекао (кратки филм)         | Марко                                  |
| 2000-е▲    |                                        |                                        |
| 2000.      | Слободно место (кратки филм)           |                                        |
| 2001.      | Она воли Звезду                        | Урош                                   |
| 2003.      | Кућа среће (серија)                    | Урош                                   |
| 2004—2006. | Стижу долари (серија)                  | Бојко Симоновић, Гуштеров телохранитељ |
| 2006.      | Љубав, навика, паника (серија)         | Манијак                                |
| 2007—2008. | Љубав и мржња (серија)                 | Горан Гајић                            |
| 2010-е▲    |                                        |                                        |
| 2010.      | Куку, Васа (серија)                    |                                        |
| 2012.      | Бела лађа (серија)                     | Милојица                               |
| 2012.      | Дама без блама (серија)                |                                        |
| 2013.      | Звездара (серија)                      | Максимовић                             |
| 2013.      | Војна академија 2                      | Мики                                   |
| 2014.      | Војна академија (серија)               | Мики                                   |
| 2014.      | Гнев мртвих (кратки филм)              | Зомби                                  |
| 2014.      | Мамула                                 | Алекс                                  |
| 2016.      | Андрија и Анђелка (серија)             | Инструктор                             |
| 2016—2017. | Синђелићи (серија)                     | Џон / Пол                              |
| 2016.      | Заборављени умови Србије (серија)      | Иван Мештровић                         |
| 2017.      | Вивеграм                               | Албански вођа                          |
| 2018.      | Истине и лажи (серија)                 | Вањин пацијент                         |
| 2019—2020. | Јунаци нашег доба (серија)             | Трајко Дамјановски — Трајче Костоломац |
| 2020-е▲    |                                        |                                        |
| 2021.      | Три мушкарца и тетка (серија)          | Ђовани                                 |
| 2022.      | Игра судбине (серија)                  | Денис Џуверовић — Џода                 |
| 2022.      | Радио Милева (серија)                  | Вук Вуковић                            |
| 2023.      | Бележница професора Мишковића (серија) | Атила Хунски                           |
| 2023.      | Закопане тајне (серија)                | Исидор Газибара — Свилени              |

### Синхронизације
| Година     | Наслов                       | Улога                         |
| ---------- | ---------------------------- | ----------------------------- |
| [ 66 ]     | Петар Пан                    | Петар Пан                     |
| 2007.      | Скајленд                     | Махад, Осло                   |
| 2009.      | Гомбоце                      | Ића                           |
| 2009.      | Бен Тен (Хепи)               | Бенџамин Тенисон              |
| 2009.      | Мала принцеза                | сви мушки ликови              |
| 2011.      | Велики и Мали                | Мали                          |
| 2011—2012. | Вич                          | Бланк, Мет Олсен, Алдарн итд. |
| 2011.      | Јин Јанг јо!                 | Јанг                          |
| 2011.      | Мисија: Спасити Божић        | Артур                         |
| 2011.      | Штрумпфови                   | Трапа                         |
| 2012.      | Аутомобили                   | Чик Хикс                      |
| 2012—2013. | Бејблејд: Метал сага         | Џинга                         |
| 2012.      | Краљ диносауруса (Лаудворкс) | Макс                          |
| 2012.      | Краљ лавова                  | Симба                         |
| 2012.      | Пепељуга                     | Принц                         |
| 2013.      | Штрумпфови 2                 | Трапа                         |
| 2014.      | Звончица и вила гусарка      | Капетан Џејмс                 |
| 2014.      | Пингвини са Мадагаскара      | Каплар                        |
| 2015.      | У мојој глави                | Редитељ снова                 |
| 2016.      | Певајмо                      | Бастер Мун                    |
| 2017.      | Лепотица и звер              | Лумијер (песме)               |
| 2018.      | Кондорито                    | Кондорито                     |
| 2019.      | Парк чудеса                  | Тата                          |
| 2020.      | Дулитл                       | Чи Чи                         |
| 2020.      | Тролови: Светска турнеја     | Хикори                        |
| 2021.      | Певајмо 2                    | Бастер Мун                    |

## Награде и признања
| Година | Остварење              | Награда                                                              |
| ------ | ---------------------- | -------------------------------------------------------------------- |
| 2007.  | Хероји                 | Диплома за остварење младог глумца на Јоакимфесту                    |
| 2011.  | Продуценти / Грк Зорба | Годишња награда Позоришта на Теразијама                              |
| 2013.  | Зона Замфирова         | Награда Зоран Радмиловић                                             |
| 2017.  | Фантом из опере        | Награда града Београда за позоришно стваралаштво у претходној години |
| 2017.  | Фантом из опере        | Годишња награда Позоришта на Теразијама                              |

## Галерија
- Фотографије Позоришта на Теразијама
- Драган Вујић, Владан Савић и Слободан Стефановић, на премијери представе Mamma Mia
- Продуценти
- Десимир Станојевић и Слободан Стефановић — Грк Зорба
- Зона Замфирова
- Музичка ревија Под сјајем звезда